# L’Hospitalet Pioners
Die L’Hospitalet Pioners (katalanisch Pioners de L’Hospitalet) sind ein American-Football-Team aus L’Hospitalet de Llobregat in Katalonien (Spanien). Mit sechs nationalen Meistertiteln sind die Pioners nach den Badalona Dracs das erfolgreichste Team in Spanien.

## Geschichte
Gegründet wurden die Pioners im Jahr 1988. Der Name Pioners bezieht sich darauf, dass das Team zusammen mit den Badalona Drags, den Barcelona Boxers und den Poblenou Búfals die Sportart American Football in Spanien begründete. Im Herbst 1988 spielten diese vier katalanischen Teams die erste Ausgabe einer spanischen Liga aus, bei der die Pioners allerdings nicht das Finale erreichen konnten. Im fünften Anlauf erreichten die Pioners dann erstmals das Finale der Lliga Catalana, in dem sie allerdings Titelverteidiger Barcelona Boxers mit 18:24 unterlagen.
Bei der Einführung der Liga Nacional de Fútbol Americano im Jahr 1995 gehörten die Pioners wiederum zu den Gründungsmitgliedern. In der vierten Saison zogen die Pioners ins Finale ein, das sie allerdings mit 7:13 gegen die Badalona Drags verloren. Den ersten Titel holten sich die Pioners dann im Jahr 2000, als sie den Copa de España gewannen. Finalgegner waren auch hier die Badalona Drags.
Die erfolgreichste Zeit der Pioners begann mit der Saison 2003. Zunächst unterlagen sie dem Lokalrivalen Badalona Drags im Finale 2003 und 2004. In der Saison 2005 kam es zum dritten Mal in Folge zum Aufeinandertreffen dieser beiden Teams im Finale. Dieses Mal behielten die Pioners die Oberhand und schlugen die inzwischen umbenannten Dracs mit 24:13. In dieser Zeit betraten die Pioners auch die internationale Bühne und nahmen ab 2004 jedes Jahr an der European Football League teil. Im Kampf gegen die europäischen Spitzenteams konnten die Pioners allerdings nicht mithalten und verloren bis 2007 jedes ihrer Spiele. Im Jahr 2008 konnten die Pioners dann gegen die Thonon Black Panthers ihren ersten Sieg in der EFL feiern. Im selben Jahr holten sie national ihre zweite Meisterschaft. Ihren absoluten Höhepunkt erreichten die Pioners zwischen 2010 und 2013, als sie mit vier Meisterschaften in Serie zum spanischen Rekordmeister aufstiegen. In jedem ihrer Meisterschaftsjahren feierten die Pioners außerdem den Sieg im Spanischen Pokal. In der Saison 2013 standen sie auch erstmals im Finale eines europäischen Wettbewerbs, dem EFAF Cup. Wieder hieß der Gegner Thonon, der letztendlich den Pioners beim 66:6-Sieg keine Chance ließ.
Nach dieser Zeit des Erfolgs ging es mit den Pioners steil abwärts. Im Jahr 2014 holten die Pioners noch ihren neunten Pokalsieg. In der Meisterschaft schieden sie dagegen im Halbfinale aus. Ein Jahr später verpassten die Pioners sogar die Play-offs. International traten die Pioners in diesen Jahren trotzdem an, verloren allerdings sowohl 2014 als auch 2015 alle ihre Spiele in der zweitklassigen IFAF Europe Champions League. Am Ende des Saison 2015 stand der Abstieg in die zweite Division. In der Serie B gelang dann der Einzug ins Finale, das jedoch mit 10:8 an die Murcia Cobras ging. Der direkte Wiederaufstieg wurde damit verpasst, womit die Pioners 2017 wieder zweitklassig spielen.

## Erfolge
- Spanische Meisterschaft
  - Titelgewinn: 2005, 2008, 2010–2013
  - Vizemeisterschaft: 1998, 2003, 2004, 2006
- EFAF Cup
  - Vize: 2013